# Vankoštanc
Vankoštanc: roman iz naših krajev je kmečka povest slovenskega avtorja  Ferija Lainščka, ki je izšla leta 1994. V njej je s tipičnim kmečkim repertoarjem  prekmurskega narečja, prikazana intimna sfera družinskega življenja, ki jo zamaje ljubezenska zagledanost. V ospredju je notranje doživljanje sveta vaškega posebneža, ki ga okolica ne sprejema običajno, ampak kot duševno zaostalega. V povezavi s tem je močno izražena njegova osamljenost, ki kot posledico nerazumevanja povzroča eksistencialno stisko. Zgodba bi zato lahko predstavljala tudi psihološki roman. 
"Vankoštanc" je sicer ime tradicionalnega prekmurskega svatovskega plesa z vzglavnikom. Spremno besedo v knjigi je napisala Ignacija Fridl. 

## Vsebina
V knjigi so spretno obdelani standardni obrazci  kmečkega žanra, ki so postavljeni v ozek družbeni kontekst neimenovane  prekmurske vasi. Dogajalni čas je nekje na začetku druge polovice  dvajsetega stoletja. Značilen avtorjev element, ki v zgodbi predstavlja osrednjo vlogo, je dojemanje sveta onstran racionaliziranih vedenjskih in mišljenjskih pravil.
Ta element pooseblja vaški potepuh Duplin, ki ima individualna pota sklepanja, nenadzorovane čustvene vzgibe in se zato težko sooči z realnim svetom. Kot majhnega ga naj bi mati zapustila v logu med trobenticami, kar ga kot privid spremlja vse življenje. Kot vaška sirota, ki hodi od hiše do hiše in prosi za hrano ter prenočišče, se za nekaj časa ustali pri Popovih, pri Štefanu - Brezi in njegovi materi, Rezi. Pomaga jima pri dnevnih opravilih, kot sta oranje in skrb za živali, ko pa je sam, se predaja fantaziranju in sanjarjenju. Z Brezo postaneta dobra prijatelja in zaupnika. 
To ustaljeno družinsko razmerje zmoti Brezina zagledanost v vaško lepotico Silvijo, katere oče je domačin, ki dela v Švici. S tem se spremeni prej nerazdružljivo prijateljstvo med bodočim gospodarjem hiše in hlapcem. Duplin je zaradi svoje posebnosti namreč  že vnaprej obsojen na življenje brez ženske, zato mu še toliko bolj zmeša glavo Brezino sanjarjenje o Silviji in njunih intimnih trenutkih. Njena podoba se mu tako prikupi, da se sčasoma vanjo zaljubi. 
Breza in Silvija se poročita, njen oče pa jima za poročno darilo kupi traktor, zaradi česar Breza v vasi dobi večji ugled. Vedno bolj pozablja na Duplina, razen v primerih, ko potrebuje njegovo pomoč v težavah, vendar mu Duplin tega ne zameri. Na svatbi Duplin hoče povabiti Silvijo na ples, vendar ga ta zavrne, zato pobegne od Papovih.
Mati Reza se težko sprijazni s snaho v hiši. Silvija namreč začne  preurejati hišo in uvajati nove stvari, kar pa Rezi ni všeč. Breza še poglobi konflikt, saj bolj upošteva Silvijo.
Iskreno hrepenenje po sprejetosti in ljubezni je gonilo dogajanja in osrednja tema avtorjeve literature. Usodna moč Silvije, ki jo Duplin dojema kot fantazijsko figuro, ki sčasoma preraste v obsedenost, je povod za nadaljnje dogodke. Ob priliki prične vaščanom na osnovi Brezinih opisov intimnih trenutkov s Silvijo pripovedovati zgodbe, kjer (lažno) trdi, da je v preteklosti imel razmerje s Silvijo. Duplin in Breza se zato spreta. Sčasoma Breza spremeni mišljenje, saj mu Silvija prične postavljati ultimate, zadevo pa zaostrijo še vaške govorice, da je v preteklosti imela zveze z več moškimi, vključno s kmetom Gjirkošem.
Duplin se skrivaj vrne k Papovim in se nastani na skednju. Ob tem postane tudi blažilec napetih razmer med Brezo in njegovo materjo. Njegovo sanjarjenje o Silviji pa ne poneha. Ob priliki pove Brezi, da je Silvijo videl z Gjirkošem, čeprav za to nima dokazov. Breza zato nekega dne med vožnjo s traktorjem opazi Gjirkoša in ga prične loviti, pri čemer mati Reza pade z voza in izgubi življenje. Duplin se v nastali zmedi umakne in ob pokopališču izkoplje jamo, v katero leže.

## Zbirka
Knjiga spada v Zbirko Domača književnost, ki jo izdaja Pomurska založba. Avtorji, katerih dela spadajo v omenjeno zbirko so tudi Franjo Frančič, Edvard Flisar, Pavle Zidar, Miško Kranjec, Mate Dolenc in mnogi drugi.

## Priredbe
Po knjigi je bil posnet film Traktor, ljubezen in rock'n'roll, katerega režiser in glavni gralec je Branko Djurić Djuro.

## Izdaja
Povest je bila izdana pri Pomurski založbi leta 1994. (COBISS)